# HD 3421
HD 3421，又名BD+34 86，SAO 54038、HR 157，是一颗恒星，视星等为5.48，位于銀經119.7，銀緯-27.38，其B1900.0坐标为赤經0h 31m 59.7s，赤緯+34° -27.38′ 57″。